# Біскайська сеньйорія

Герб Ароського дому.

43°02′00″ пн. ш. 2°37′00″ зх. д. / 43.033333333333° пн. ш. 2.6166666666667° зх. д.
Біска́йська сеньйо́рія (ісп. Señorío de Vizcaya, баск. Bizkaiko jaurerria) — у 1040–1379 роках феодальне володіння (сеньйорія) в Біскаї, в Іспанії, на півночі Піренейського півострова. Керувалося біскайськими сеньйорами, васалами Наварри, Кастилії, а згодом — Іспанії. Найвищого розквіту здобуло за правління Ароського дому. 1379 року Хуан I Кастильський приєднав сеньйорію до корони й прийняв титул сеньйора Біскаського. Формально продовжувало існувати як складова корони до ХІХ століття.

## Сеньйори
- 1214—1236: Лопе II де Аро